# Карін Вестберг
Карін Вестберг (швед. Carin Wästberg, повне ім'я Carin Helena Wästberg; 1859—1942) — шведська художниця по текстилю.

## Життєпис
Народилася 5 червня 1859 року в Венерсборгу, була дочкою священика Ганса Ефраїма Вестберга і його дружини Анни, уродженої Андерсдоттер. Зростала зі своїми братами і сестрами в освіченій сім'ї. З 1880 по 1885 рік Карін вивчала ремесла в стокгольмському коледжі Констфак. Там разом з однокурсницею Марією Відебек вона заснувала текстильну компанію Widebeck och Wästberg. Встановивши дружні відносини, вони керували компанією і прожили разом все життя до смерті Відебек в 1929 році.
З 1887 року Карін Вестберг працювала дизайнером в асоціації Handarbetets vänner. Завдяки здобутому гранту, в 1891 році разом з Марією Відебек вона провела три місяці в Англії, де проявила особливий інтерес до роботи текстильного дизайнера Вільяма Морріса (1834—1896), реалізувавши його підхід до декоративно-прикладного мистецтва в Швеції.
У результаті внутрішніх суперечок в Handarbetets vänner, в 1904 році подала у відставку з поста глави асоціації Агнес Брантінг. Карін Вестберг стала в 1904 році художнім керівником асоціації і була її директором з 1910 року до виходу на пенсію в 1930 році. Саме під її керівництвом кілька найзначніших шведських художниць з текстилю працювали  як дизайнери; в їх число входили Майя Шестрем, Агда Остерберг і Енні Фріхольм.
Вона брала участь у ряді виставок творів мистецтва та була членом виставкового комітету шведських відділень виставки в Чикаго 1892—1893 рр., Міжнародної ремісничої виставки у Берліні 1908—1909 рр., а також балтійської виставки 1913—1914 років.
Разом з Майєю Шестрем, Карін Вестберг в 1905 році розробили спрощену техніку ткацтва, завдяки чому оббивка стала проводитися набагато швидше. Роботи в цій новій техніці були виконані для каплиці Густава Адольфа в Люцерні, Швейцарія. Одним з найвидатніших творінь Вестберг було її лляне полотно високої якості Vårdinge fuga 1904 року, куплене королевою Вікторією на виставці в Санкт-Петербурзі в 1908 році.
Карін Вестберг померла 9 квітня 1942 року в Стокгольмі. Вона похована на старому кладовищі в місті Скара.
Разом з Марією Відебек вона була удостоєна кількох премій і нагород. Її роботи представлені в Стокгольмі в Національному музеї Швеції,Скандинавському музеї, Халльвюльскому музеї і Музеї армії.